# Oskar I. (Schweden)

Oskar I. von Schweden und Norwegen

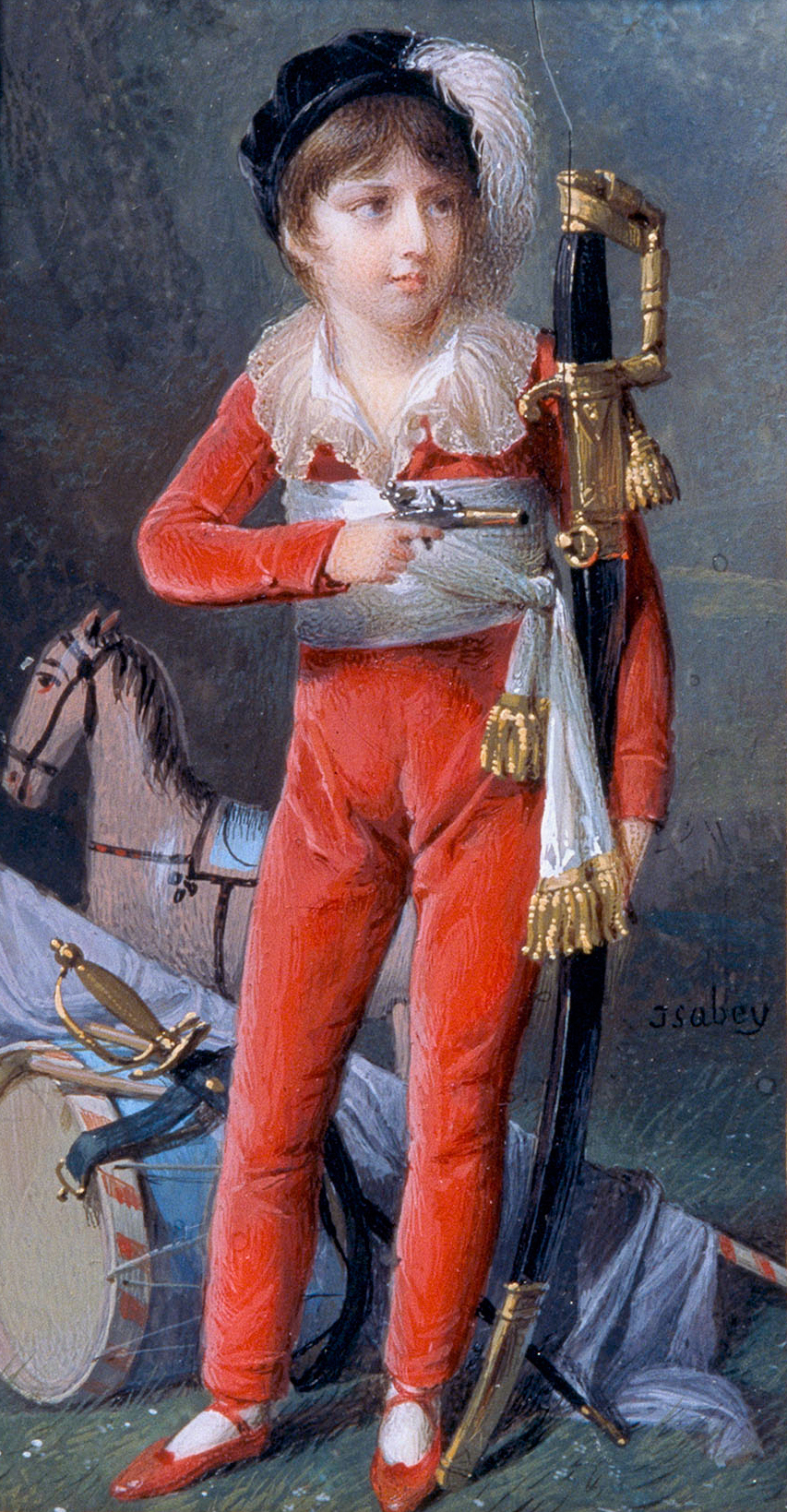
König Oskar I. als Kind (Gemälde von Jean-Baptiste Isabey, 1806)

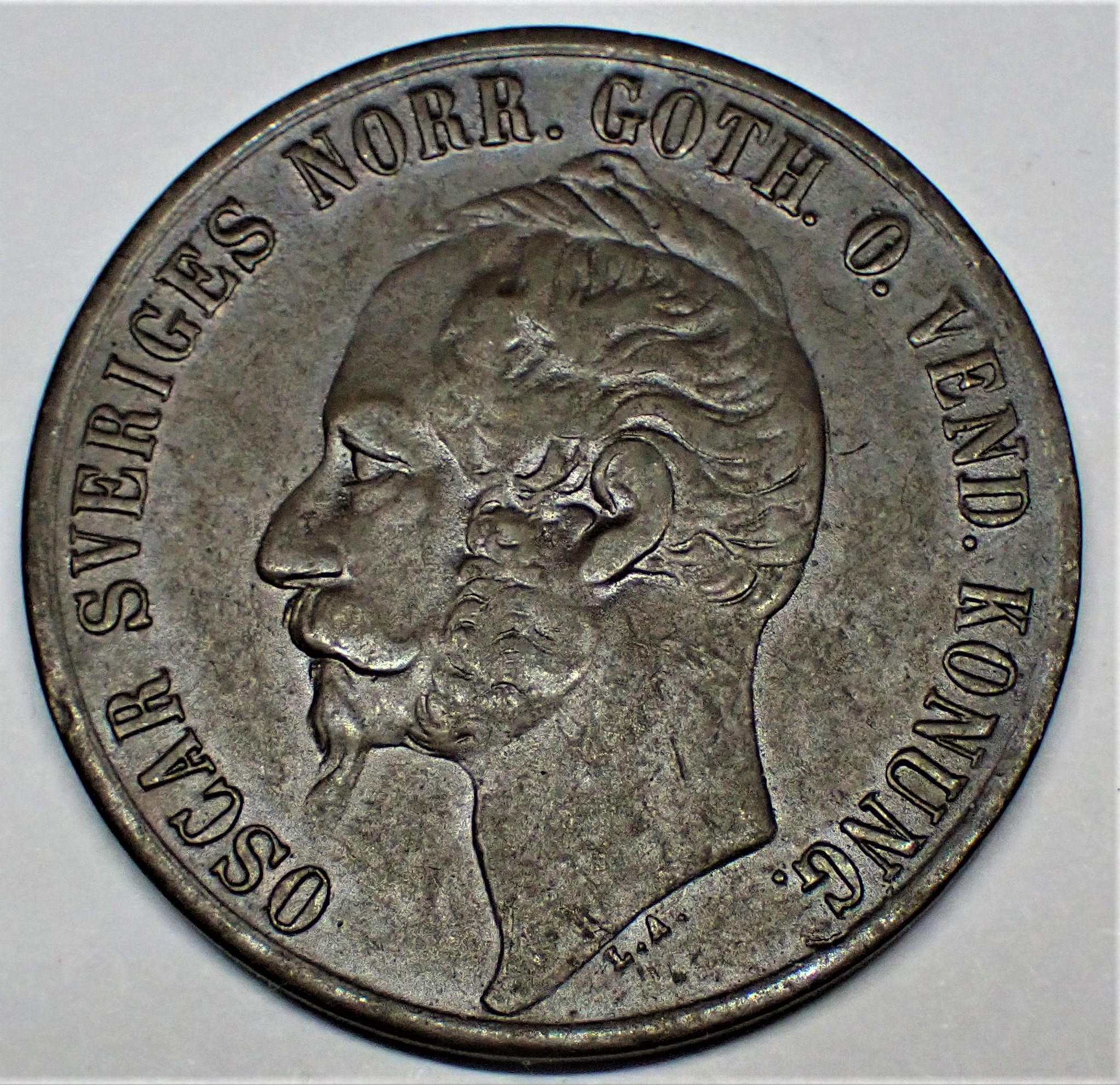
5 schwedische Öre von 1857 mit Oskar I.

Oskar I. (schwedisch auch Oscar I. geschrieben; geboren als François Joseph Oscar Bernadotte; * 4. Juli 1799 in Paris; † 8. Juli 1859 in Stockholm) war von 1844 bis 1859 König von Schweden und Norwegen.

## Leben

Oskar I. als Kronprinz, um 1830, Lithographie von Josef Lanzedelli d. Ä.

Oskar I. war der einzige Sohn des Königs Karl XIV. Johann von Schweden, des ehemaligen französischen Marschalls Jean-Baptiste Bernadotte, und seiner Ehefrau Désirée Clary, die als Königin in Schweden Desideria genannt wurde. Er war Patensohn seines Onkels Joseph Bonaparte, des späteren Königs von Neapel (1806–1808) und Königs von Spanien (1808–1813). Oskar wuchs bis 1810 in Frankreich auf und lebte dann seit der Ernennung seines Vaters zum schwedischen Kronprinzen in Schweden. Nachdem im Jahre 1818 sein Vater König und er selbst Kronprinz geworden war, sympathisierte er bald mit der liberalen Opposition im Land.
Nach dem Tode seines Vaters trat er 1844 dessen Nachfolge an. In seiner Amtszeit führte er eine Reihe liberaler Reformen durch und nahm Liberale in den Staatsrat auf. In der Außenpolitik schwenkte er vom pro-russischen Kurs seines Vaters zu einer Anlehnung an Großbritannien um. Skandinavistischen Einigungsideen stand er positiv gegenüber. Im deutsch-dänischen Konflikt um Schleswig und Holstein unterstützte er Dänemark, und im Krimkrieg strebte er einen antirussischen skandinavischen Neutralitätspakt an, zu dem es aber nicht kam. Nachdem sein Gesundheitszustand immer schlechter geworden war, übergab er am 25. September 1857 die Regierungsgeschäfte an seinen Sohn Karl XV.
1847 stiftete er den Sankt-Olav-Orden, den bis heute höchsten Orden Norwegens.
Robert Schumann widmete ihm 1846 seine 2. Sinfonie in C-Dur, op. 61.

König Oskar I. liegt in der Stockholmer Riddarholmskyrkan begraben.

## Nachkommen
1823 heirateten Oskar I. und Josephine Beauharnais von Leuchtenberg, Enkelin der Kaiserin Joséphine von Frankreich und des Königs Maximilian I. von Bayern. Der Ehe entstammen folgende Kinder:
- Karl XV. (* 3. Mai 1826; † 18. September 1872), König von Schweden und Norwegen
- Franz Gustaf Oscar (* 18. Juni 1827; † 24. September 1852), Herzog von Upland
- Oskar II. (* 21. Januar 1829; † 8. Dezember 1907), König von Schweden und Norwegen
- Charlotta Eugenia (Eugénie) Augusta Amalia Albertina (* 24. April 1830; † 23. April 1889), Prinzessin von Schweden und Norwegen
- Nikolaus August (* 24. August 1831; † 4. März 1873), Herzog von Dalekarlien